# Nguyễn Văn Ninh (tướng công an)
Nguyễn Văn Ninh (sinh năm 1955 tại tỉnh Thái Bình) là Trung tướng Công an nhân dân Việt Nam. Ông từng làm Giảng viên Đại học Cảnh sát Nhân dân Việt Nam (nay là Học viện Cảnh sát Nhân dân Việt Nam), có học vị Tiến sĩ tâm lý tội phạm, bảo vệ tại Liên Xô. Trước khi làm Phó Tổng cục trưởng Tổng cục VIII (Tổng cục Cảnh sát thi hành án và hỗ trợ tư pháp), ông làm Phó cục trưởng Cục V26, Thư ký Thứ trưởng Phạm Tâm Long. Ông được phong hàm Thiếu tướng tháng 3 năm 2009, Trung tướng tháng 9 năm 2012.